# Horns (filme)
Horns (no Brasil, Amaldiçoado) é um filme de terror estadunidense de 2013, dirigido por Alexandre Aja, e baseado no livro "O Pacto" escrito por Joe Hill. É estrelado por Daniel Radcliffe e Juno Temple. Ignatius, se torna acusado pelo estupro e o assassinato de sua namorada, e para buscar o verdadeiro responsável, ele usa habilidades paranormais recém-descobertas. O filme teve sua estréia mundial em 2013 Toronto International Film Festival, e está programado para ter seu lançamento nos cinemas norte-americanos em 31 de outubro de 2014.

## Elenco
- Daniel Radcliffe como Ig Perrish[5]
- Juno Temple como Merrin Williams
- Kelli Garner como Glenna
- James Remar como Derrick Perrish
- Max Minghella como Lee Tourneau
- Michael Adamthwaite como Eric Hannity
- Desiree Zurowski como reporter
- Meredith McGeachie como Mary
- John Stewart como Diner Manager
- Laine MacNeil como Young Glenna
- Dylan Schmid como Lee com 13
- Sabrina Carpenter como Young Merrin
- Alex Zahara como Dr. Renald
- Kendra Anderson como Delilah

## Produção
As filmagens de Horns começaram no final de setembro de 2012, em British Columbia. Alexandre Aja explicou o seu interesse inicial no projeto: "Depois de ler o livro de Joe Hill, eu não podia resistir à tentação de mergulhar no submundo diabólico e reinventar esse mito universal". Outras filmagens ocorreram também nos distritos de Squamish e Mission, e também na cidade de Vancouver. Os últimos dias de filmagens, foram em dezembro de 2012.